# Arvid Uggla (bibliotekarie)
Arvid Hjalmar Uggla, född 13 februari 1883 i Jönköping, död 30 juli 1964, var en svensk biblioteksman.
Uggla avlade filosofie kandidatexamen 1904 och filosofie licentiatexamen 1916 vid Uppsala universitet. År 1915 fick han tjänst som amanuens vid universitetsbiblioteket och avancerade till bibliotekarie 1924. År 1918 hade han tjänstgöring vid svenska ambassaden i Helsingfors.
Uggla var sekreterare i Carl Johans förbundet från 1922 och handläggande sekreterare i Svenska Linnésällskapet från 1928 samt redaktör för sällskapets årsskrift från 1929. Uggla publicerade en lång rad skrifter av och om Linné samt bibliografier och kulturhistoriska uppsatser i tidningar och tidskrifter.
Uggla invaldes som ledamot av Samfundet för utgivande av handskrifter rörande Skandinaviens historia 1935. Han blev riddare av Vasaorden 1927 och av Nordstjärneorden 1944.
Arvid Uggla tillhörde den vittförgrenade adelsätten Uggla. Han var son till hovrättsrådet Hjalmar Uggla och hans hustru Ida Faxe. Arvid Uggla är begraven på Östra kyrkogården i Jönköping.